# Zona sin niños

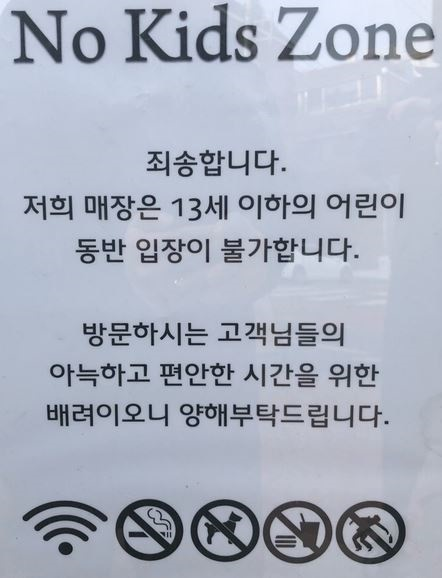
Un letrero de zona prohibida para niños en una cafetería en Corea del Sur, que prohíbe la entrada a niños menores de 13 años.

Zona sin niños (en coreano: 노키즈존, en inglés: No Kids Zone) es un término para lugares que prohíben la presencia de niños en las instalaciones. Se pueden imponer zonas sin niños en lugares públicos y empresas privadas. Se considera que las zonas sin niños comenzaron a ser comunes primeramente en Corea del Sur a principios de la década de 2010 para proteger a las empresas de responsabilidad legal, aunque también pueden usarse para evitar que los niños molesten a los adultos. Los lugares que comúnmente se designan como zonas sin niños incluyen cafeterías, restaurantes y cines, así como monumentos nacionales como la Biblioteca Nacional de Corea y el Arboreto Nacional de Corea. Son más comunes en la isla de Jeju.
En Corea del Sur se debate el uso de zonas sin niños. Los defensores argumentan que las empresas tienen derecho a excluir a los niños, mientras que los opositores las consideran discriminatorias hacia los niños y las madres. La Comisión Nacional de Derechos Humanos de Corea los calificó de discriminatorios en una decisión de 2017. Algunas empresas se designan a sí mismas como zonas OK para niños para indicar que se permite la entrada de niños a las instalaciones.

## Práctica
Estas zonas comenzaron a proliferar primeramente en Corea del Sur a principios de la década de 2010. Por esta época, una serie de fallos judiciales responsabilizaron a varias empresas, al menos parcialmente, después de que niños resultaran heridos en sus instalaciones. Por ejemplo, en 2013, una empresa fue considerada responsable después de que un niño de 10 años chocara con un empleado de la tienda que llevaba agua caliente, lo que provocó que el niño sufriera quemaduras. Según el Instituto de Investigación de Jeju, hay 542 zonas prohibidas para niños. Un servicio ofrecido por Google Maps muestra 451 zonas de este tipo. La isla de Jeju, un conocido destino turístico, tiene la mayor cantidad de estas áreas. Estos negocios no se limitan a aquellos destinados a atender únicamente a clientes adultos, como bares; las zonas prohibidas para niños suelen ser cafeterías, restaurantes, y cines. La Biblioteca Nacional de Corea es una zona prohibida para niños y evita la entrada de niños menores de 16 años a menos que soliciten la entrada. Los niños menores de esta edad podrán acudir a la Biblioteca Nacional para Niños y Jóvenes. El Arboreto Nacional de Corea también es una zona prohibida para los niños. Las áreas prohibidas para los niños pueden estar marcadas con carteles o mediante el personal informando a los padres que los niños no pueden estar presentes en las instalaciones. Las empresas que permiten niños en Seúl pueden promocionarse como Kids OK Zone («zona OK para niños») una designación regulada por la Happy Parenting Division. Hay 504 de estas zonas, la mayoría de las cuales son restaurantes.

## Recepción
Hay varias razones reportadas para promulgar zonas prohibidas para niños. En una encuesta de 2023, la razón más común (68% de los encuestados) fue el miedo a la responsabilidad legal si un niño resultaba herido. Algunas empresas establecen dichas zonas para evitar molestar a los clientes adultos. Otras empresas pueden restringir el acceso a clientes de otras edades, como adolescentes o personas mayores. Las empresas también pueden aplicar políticas de exclusión en función del género, el estado civil o la ocupación. Ninguna zona para niños es controvertida en Corea del Sur. Algunos ven las zonas como discriminatorias e inconvenientes para las mujeres y los niños, mientras que otros argumentan que los propietarios de empresas tienen derecho a promulgarlas. A las mujeres que no logran controlar a sus hijos perturbadores a veces se les llama mom-choong, un término peyorativo que significa «mamá-cucarachas». El país tiene una baja tasa de fertilidad y una población que envejece; algunos argumentan que estas zonas exacerban estos problemas.
En una encuesta de 2023 realizada a 1000 adultos surcoreanos realizada por un grupo de investigación privado, el 61,9% apoyó la implementación de zonas prohibidas para niños. De los matrimonios con hijos, el 53,6% apoyó la implementación. El 70% de los encuestados creía que las zonas sin niños no eran discriminatorias siempre que otros lugares aceptaran a padres con niños.
Yong Hye-in, miembro de la Asamblea Nacional de Corea del Sur, aboga contra las zonas prohibidas para niños. Le negaron la entrada a un café por ser madre primeriza y se sintió como si la hubieran «expulsado de la sociedad». También cree que ninguna zona infantil contribuye a los desafíos culturales específicos que enfrentan los nuevos padres en Corea del Sur. En 2023, Hye-in celebró una conferencia de prensa en la que pronunció un discurso sobre las zonas prohibidas para niños y trajo a su hijo pequeño. John Wall, profesor de la Universidad Rutgers, cree que las empresas deberían prohibir el comportamiento disruptivo en lugar de los niños y que ninguna zona infantil «protege un supuesto derecho de los adultos a no tener que asociarse con [niños]». Ann Marie Murnaghan, profesora de la Universidad York, cree que las zonas constituyen infantilismo. Kim Ji-hak, miembro de Diversity Korea, cree que las zonas de exclusión basadas en la edad u otras características son «claramente discriminatorias por definición».

## Implicaciones legales
Una decisión de 2017 de la Comisión Nacional de Derechos Humanos de Corea dictaminó que las zonas sin niños eran discriminatoria, pero esto no restringía legalmente su existencia. La decisión concluyó que las zonas sin niños entran en conflicto con el derecho del niño a la igualdad según la constitución y la Convención sobre los Derechos del Niño de las Naciones Unidas.
Varios gobiernos y políticos locales han propuesto varias leyes que tienen como objetivo restringir dichas zonas. En mayo de 2023, la isla de Jeju propuso una ordenanza que prohibiría a las empresas establecer zonas prohibidas para niños, aunque un periodista expresó escepticismo sobre su promulgación.